# Fours à chaux de la Veurière
Les fours à chaux de la Veurière est un ensemble de fours à chaux situé à Angrie, en France.

## Localisation
L'ensemble de fours à chaux est situé dans le département français de Maine-et-Loire, sur la commune d'Angrie.

## Historique
L'édifice est inscrit au titre des monuments historiques en 1980.